# Espiazione (film 2007)
Espiazione (Atonement) è un film del 2007, diretto da Joe Wright, tratto dall'omonimo best seller di Ian McEwan.
Il film, prodotto dalla Working Title Films, è stato girato nell'estate 2006 in Inghilterra. Seconda opera di Wright dopo Orgoglio e pregiudizio, è stato scelto per aprire la 64ª Mostra internazionale d'arte cinematografica di Venezia il 29 agosto 2007, partecipando come film in concorso, facendo così di Joe Wright il più giovane regista a inaugurare tale evento.
Keira Knightley e Brenda Blethyn sono sotto la regia di Wright per la seconda volta dopo Orgoglio e pregiudizio. Distribuito dalla Universal Pictures, è uscito nelle sale italiane il 21 settembre 2007. Il film ha ricevuto 7 nomination agli Oscar 2008, vincendo il premio per la miglior colonna sonora grazie al compositore pisano Dario Marianelli.

## Trama
Nell'estate del 1935, la tredicenne Briony Tallis è testimone della relazione tra la sorella maggiore Cecilia e Robbie Turner, il figlio della governante, verso il quale anche Briony coltiva un'infatuazione. Questa nuova esperienza è contornata dall'arrivo dei cugini, due gemellini, e della loro sorella maggiore, Lola, i quali vivono un momento piuttosto critico date le voci sul divorzio dei genitori. Vengono affidati alla famiglia Tallis, in modo da evitare pettegolezzi e congetture. Briony, a causa della giovane età e della sua fervida immaginazione, fraintende drammaticamente parole e atti di Robbie, credendo che il ragazzo sia un maniaco sessuale e cerchi di abusare di sua sorella.
Robbie vuole scrivere una nota a Cecilia per scusarsi di un incidente avuto con lei legato alla rottura di un vaso; nella bozza pensata per essere uno scherzo privato, confessa l'attrazione sessuale nei suoi confronti e usa la parola esplicita cunt, riferendosi all'organo sessuale femminile; poi, scrive una lettera più formale e chiede a Briony di consegnarla alla sorella; tuttavia, ripensando ai propri gesti, si rende conto di averle dato per errore la versione sbagliata. Briony legge la lettera prima di consegnarla a Cecilia e, successivamente, ne parla a sua cugina Lola, che definisce Robbie un "maniaco sessuale". Paul Marshall, amico del fratello maggiore di Briony e magnate del cioccolato, è anch'egli in visita presso i Tallis; quando incontra Lola in casa, ne sembra essere attratto. Prima di cena, Robbie si scusa con Cecilia per la lettera oscena, ma, con sua sorpresa, lei gli confessa il suo amore segreto, che lui ricambia. Quando fanno l'amore in biblioteca, Briony entra e pensa che Robbie stia violentando Cecilia.
Durante la cena, i gemelli scappano, decisi a non voler rimanere in quella casa. Ciò provoca una forsennata ricerca nei boschi circostanti la dimora. Nel corso della ricerca, Briony assiste nella penombra alla violenza su sua cugina Lola e le due accusano Robbie di esserne responsabile. Sulla base della loro testimonianza e della lettera esplicita che ha scritto a Cecilia, viene arrestato.
Quattro anni dopo, durante la seconda guerra mondiale, Robbie è rilasciato dal carcere a condizione che si unisca all'esercito e combatta nella campagna di Francia. Separato dalla sua unità, si dirige a piedi verso Dunkerque per incontrare Cecilia, ora infermiera. Briony, che ora ha 18 anni, ha scelto di unirsi alla vecchia unità infermieristica di Cecilia al St Thomas' Hospital di Londra piuttosto che andare all'Università di Cambridge. Scrive a sua sorella, ma Cecilia non l'ha perdonata per aver mentito nelle indagini contro Robbie. Robbie, che si ammala gravemente a causa di una ferita infetta, arriva finalmente alle spiagge di Dunkerque, dove attende di essere evacuato.
Durante questo periodo Briony viene a conoscenza che sta per aver luogo il matrimonio della cugina Lola con Paul Marshall, che fu il vero autore della violenza. Questo avvenimento la convince che le sue dichiarazioni erano in errore e che sia giunto il tempo di porre rimedio ad esse. Infatti cerca di contattare la sorella Cecilia, la quale, per amore di Robbie, ha abbandonato gli agi e la famiglia per vivere in un modesto appartamento. Riesce ad avere un colloquio con la sorella, durante il quale appare Robbie in licenza, e cerca di espiare le proprie colpe anche nei suoi confronti. Ma tutto questo si rivela infruttuoso appena Cecilia e Robbie scoprono che il vero colpevole della violenza sessuale è ora il marito della vittima e Lola non potrà testimoniare contro di lui. Allontanano Briony, perché per proseguire serenamente la breve giornata concessa dalla licenza di lui. Negli anni successivi, Briony, divenuta una scrittrice di successo, redige diverse versioni della storia, cercando di fermare sulla carta ciò che non è riuscita a fare con le parole.
Dopo molti anni, nel corso di un'intervista all'anziana scrittrice Briony Tallis per la presentazione del suo ultimo romanzo Espiazione, è lei stessa ad ammettere di aver scritto con esattezza i fatti, eccezion fatta per il finale. In verità Briony non ebbe mai il coraggio di andare a trovare la sorella, né Cecilia e Robbie poterono condurre insieme quell'esistenza cui anelavano. Robbie morì di setticemia appena prima che l'esercito inglese fosse evacuato da Dunkerque, mentre Cecilia morì annegata nell'allagamento della stazione della metropolitana di Balham, occorso in conseguenza della rottura delle condutture dell'acqua provocato da uno dei bombardamenti tedeschi su Londra. Il regalo per l'amata sorella, e sua unica possibilità di espiare, sono racchiusi all'interno del romanzo, nel quale Briony permetterà alla sorella e al suo amato di condurre, nella casa sul mare che avevano sempre sognato, quell'esistenza insieme che la realtà dei fatti ha negato loro.

## Slogan promozionali
- «You can only imagine the truth.»
«Puoi solo immaginare la verità.»
- «Torn apart by betrayal. Separated by war. Bound by love»
«Lacerati dal tradimento. Separati dalla guerra. Legati dall’amore»
- «Joined by love. Separated by fear. Redeemed by hope.»
«Uniti dall'amore. Separati dalla paura. Salvati dalla speranza.»
- «Ti amo, ti aspetterò, torna da me.»

## Produzione
Il film è stato prodotto dalla Working Title Films e filmato nel corso dell'estate del 2006 fra la Gran Bretagna e la Francia.

### Location

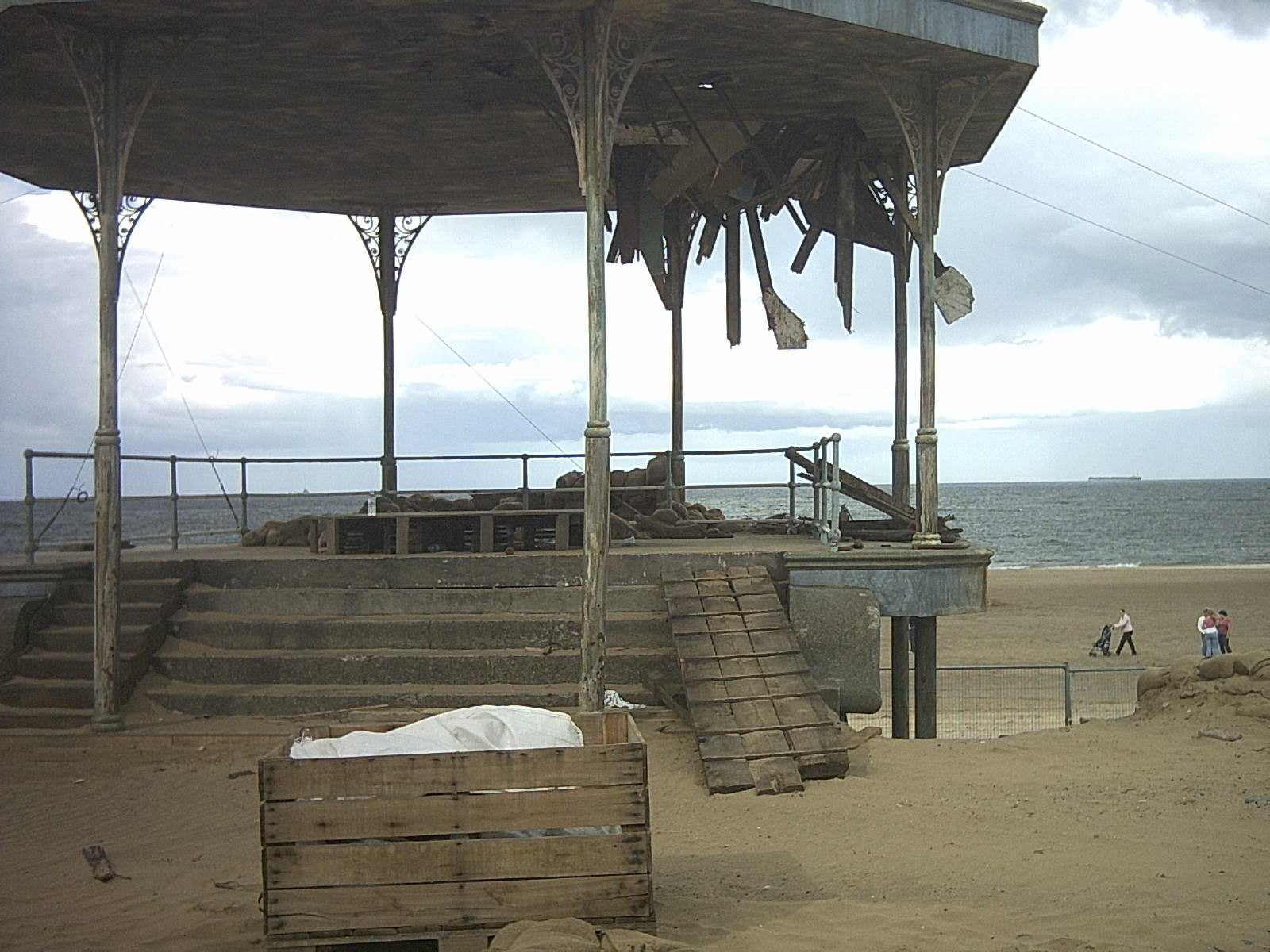
La spiaggia di Redcar

Fra le location utilizzate per girare il film si possono citare il lungomare di Redcar; Streatham Hill, a sud di Londra (in sostituzione di Balham, la casa in cui vive Cecilia dopo essersi allontanata dalla famiglia); Stokesay Court vicino a Craven Arms; e Grimsby.
Tutti gli esterni e gli interni della casa della famiglia Tallis sono stati filmati a Stokesay Court, Onibury, Shropshire, un luogo trovato sfogliando le pagine di un vecchio numero della rivista Country Life. Questa dimora vittoriana è stata costruita nel 1889 da John Derby-Allcroft produttore di guanti ed è ancora di proprietà privata. Le location a Londra includono Great Scotland Yard e Bethnal Green Town Hall, quest'ultimo utilizzato per una scena ambientata in una sala da tè nel 1939, così come la chiesa di St John's, Smith Square, a Westminster, che è servita come luogo per il matrimonio di Lola. Le scene ambientate nel 1940 nella stazione di Balham sono state filmate nella vecchia stazione a Piccadilly Line della Aldwych, chiusa negli anni novanta. Parti dell'ospedale di St Thomas's sono state ricostruite presso Park Place, Henley-on-Thames; gli esterni dell'ospedale invece sono in realtà l'University College.
Mentre la terza parte di Espiazione è stata interamente girata presso gli studi della BBC Television Centre a Wood Lane, la spiaggia e la scogliera, prima mostrate in cartolina e poi viste dal vero verso la fine del film, sono state filmate a Seven Sisters, e più precisamente a Cuckmere Haven che casualmente è abbastanza vicino alla Roedean School, che nel film viene detto essere stata frequentata da Cecilia. Le scene della campagna francese sono state girate a Coates e Gedney Drove End, nel Lincolnshire; Walpole St Andrew e Denver (Norfolk); e a Manea e Pymoor, nel Cambridgeshire. Le scene girate a Redcar includono una carrellata di cinque minuti del lungomare di Dunkerque e una scena in un cinema locale sul lungomare.
Un altro luogo utilizzato nel making of del film è la città di Grimsby nel Lincolnshire.

### Colonna sonora
La colonna sonora di Espiazione è stata composta da Dario Marianelli che ha vinto per il suo lavoro il premio Oscar come miglior colonna sonora. Un album contenente la colonna sonora del film è stato pubblicato dalla Decca Records il 4 dicembre 2007.
Tracce della colonna sonora
1. Briony (Dario Marianelli) - 1:46
2. Robbie's Note (Dario Marianelli) - 3:07
3. Two Figures By a Fountain (Dario Marianelli) - 1:17
4. Cee, You and Tea (Dario Marianelli) - 2:27
5. With My Own Eyes (Dario Marianelli) - 4:41
6. Farewell (Dario Marianelli) - 3:32
7. Love Letters (Dario Marianelli) - 3:12
8. The Half Killed (Dario Marianelli) - 2:11
9. Rescue Me (Dario Marianelli) - 3:21
10. Elegy for Dunkirk (Dario Marianelli) - 4:16
11. Come Back (Dario Marianelli) - 4:28
12. Denouement (Dario Marianelli) - 2:29
13. The Cottage on the Beach (Dario Marianelli) 3:25
14. Atonement (Dario Marianelli) - 5:24
15. Suite bergamasque: Clair de lune (Claude Debussy) - 4:52

### Costumi
I costumi per il film sono stati disegnati da Jaqueline Durran, il cui lavoro è stato candidato in occasione di vari premi cinematografici, fra cui l'Oscar ai migliori costumi, il BAFTA ai migliori costumi, il Costume Designers Guild e i Satellite Awards. In particolar modo ha ricevuto il plauso della critica specializzata il vestito verde indossato da Keira Knightley, giudicato da più fonti come uno dei migliori costumi della storia del cinema.

## Distribuzione
Il film ha aperto la 64ª Mostra internazionale d'arte cinematografica di Venezia nel 2007, rendendo Wright, all'età di trentacinque anni, il più giovane regista ad avere questo onore. Il film ha aperto anche il Vancouver International Film Festival. Espiazione è stato distribuito nel Regno Unito e in Irlanda il 7 settembre 2007, e in America del Nord il 7 dicembre 2007. Nel resto del mondo la distribuzione è stata curata dalla Universal Studios.

## Accoglienza
Il film, distribuito nel Regno Unito e in Irlanda il 7 settembre 2007, ha incassato 11 557 134 euro. Ha avuto anche una limitata distribuzione in America del Nord il 7 dicembre, incassando 784 145 dollari durante il primo week-end, con una media di 24 504 dollari per ognuno dei 32 cinema che hanno proiettato il film. Il film ha incassato in totale 50 927 067 dollari negli Stati Uniti e 129 266 061 dollari in tutto il mondo.

## Riconoscimenti
- 2008 - Premio Oscar
  - Miglior colonna sonora a Dario Marianelli
  - Nomination Miglior film a Tim Bevan, Eric Fellner e Paul Webster
  - Nomination Miglior attrice non protagonista a Saoirse Ronan
  - Nomination Migliore sceneggiatura non originale a Christopher Hampton
  - Nomination Migliore fotografia a Seamus McGarvey
  - Nomination Migliore scenografia a Sarah Greenwood e Katie Spencer
  - Nomination Migliori costumi a Jacqueline Durran
- 2008 - Golden Globe
  - Miglior film drammatico
  - Miglior colonna sonora a Dario Marianelli
  - Nomination Migliore regia a Joe Wright
  - Nomination Miglior attore in un film drammatico a James McAvoy
  - Nomination Miglior attrice in un film drammatico a Keira Knightley
  - Nomination Miglior attrice non protagonista a Saoirse Ronan
  - Nomination Migliore sceneggiatura a Christopher Hampton
- 2008 - Premio BAFTA
  - Miglior film a Tim Bevan, Eric Fellner e Paul Webster
  - Migliore scenografia a Sarah Greenwood e Katie Spencer
  - Nomination Migliore regia a Joe Wright
  - Nomination Miglior film britannico a Tim Bevan, Eric Fellner e Paul Webster
  - Nomination Miglior attore protagonista a James McAvoy
  - Nomination Miglior attrice protagonista a Keira Knightley
  - Nomination Miglior attrice non protagonista a Saoirse Ronan
  - Nomination Migliore sceneggiatura non originale a Christopher Hampton
  - Nomination Migliore fotografia a Seamus McGarvey
  - Nomination Migliori costumi a Jacqueline Durran
  - Nomination Miglior trucco a Ivana Primorac
  - Nomination Miglior montaggio a Paul Tothill
  - Nomination Miglior sonoro a Danny Hambrook, Paul Hamblin, Catherine Hodgson e Becki Ponting
  - Nomination Miglior colonna sonora a Dario Marianelli

- 2008 - Broadcast Film Critics Association Award
  - Nomination Miglior film
  - Nomination Migliore regia a Joe Wright
  - Nomination Miglior attrice non protagonista a Vanessa Redgrave
  - Nomination Miglior giovane attrice a Saoirse Ronan
  - Nomination Miglior colonna sonora a Dario Marianelli
- 2007 - Chicago Film Critics Association Award
  - Nomination Migliore sceneggiatura non originale a Christopher Hampton
  - Nomination Migliore fotografia a Seamus McGarvey
  - Nomination Miglior colonna sonora a Dario Marianelli
- 2007 - Satellite Award
  - Migliore sceneggiatura non originale a Christopher Hampton
  - Nomination Miglior attrice in un film drammatico a Keira Knightley
  - Nomination Miglior attrice non protagonista a Saoirse Ronan
  - Nomination Migliori costumi a Jacqueline Durran
  - Nomination Miglior colonna sonora a Dario Marianelli
- 2007 - Festival di Venezia
  - Prize of the Forum for Cinema and Literature a Joe Wright
  - Nomination Leone d'Oro a Joe Wright
- 2008 - Nastro d'argento
  - Nomination Migliore regia a Joe Wright